# Męczennicy wileńscy
Męczennicy wileńscy, święci Antoni, Jan i Eustachy (przed przyjęciem chrztu odpowiednio Kruglec, Nieżyło i Kumiec) – trzej dworzanie wielkiego księcia litewskiego Olgierda, skazani na śmierć i straceni w 1347 r. z powodu wyznawania prawosławia, w 1374 r. kanonizowani.
Według powstałego w Konstantynopolu na okoliczność kanonizacji opisu męczeństwa Antoni, Jan i Eustachy przyjęli chrzest z rąk Nestora, spowiednika Anny, pierwszej żony Olgierda, wyznawczyni prawosławia. Publicznie odmówili respektowania pogańskich zwyczajów panujących na litewskim dworze, przez to zostali wtrąceni do więzienia, a po kilkukrotnej odmowie odejścia od chrześcijaństwa – straceni przez powieszenie.
Historycznie ośrodkiem kultu męczenników wileńskich była cerkiew Trójcy Świętej w Wilnie i powstały przy niej monaster, które według prawosławnej tradycji (kwestionowanej przez historyka Dariusa Baronasa) założono na miejscu egzekucji męczenników. Po przejęciu klasztoru przez unitów głównym centrum kultu Antoniego, Jana i Eustachego stał się monaster Ducha Świętego w Wilnie. Tam też przechowywane są ich relikwie.
Kult męczenników jest szczególnie żywy wśród prawosławnych mieszkańców Litwy (którzy uważają ich za swoich świętych patronów) i Białorusi. Jest także obecny w Polskim Autokefalicznym Kościele Prawosławnym.

## Żywot

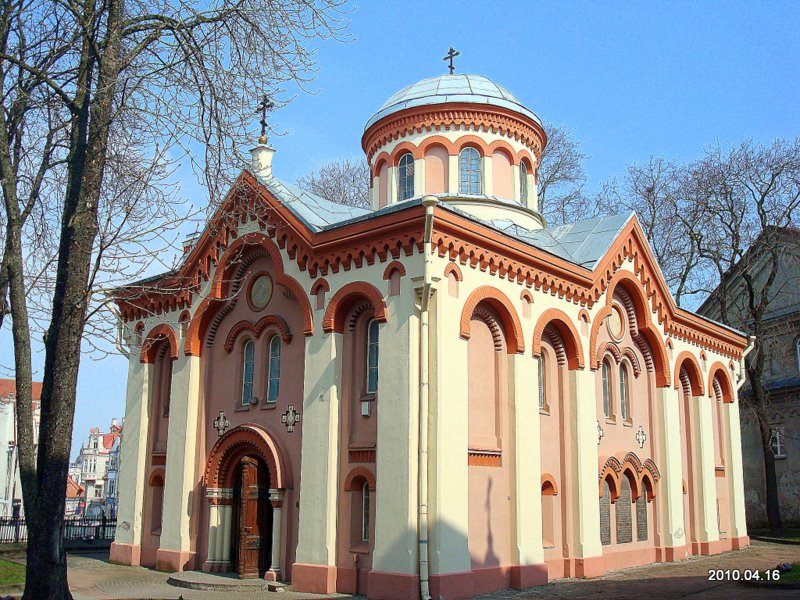
Cerkiew św. Paraskiewy, w której według tradycji miał miejsce chrzest przyszłych męczenników

Wiadomości o męczennikach wileńskich pochodzą z opisu męczeństwa i słów pochwalnych napisanych na okoliczność ich kanonizacji w 1374 r. i w pierwszych latach po niej. Teksty te napisano w języku greckim i dopiero później przetłumaczono na język cerkiewnosłowiański. Do dziś zachowały się tylko teksty przekładów w redakcjach południowosłowiańskich, serbskiej i bułgarskiej, bliższych oryginałowi i bardziej szczegółowych oraz skróconych, przeredagowanych wschodniosłowiańskich, skupiających się na duchowym wymiarze działań męczenników i ich ofiary. Nie ustalono do tej pory, kiedy powstały te przekłady.
Według opisu męczeństwa Kruglec i Nieżyło byli braćmi, Litwinami z pochodzenia i wspólnie służyli na dworze wielkiego księcia litewskiego Olgierda oraz jego małżonki Anny (Marii), księżniczki witebskiej, prawosławnej (zmarłej przed 1350 r.). Przyjęli chrzest oraz chrześcijańskie imiona Antoni i Jan z rąk Nestora, jej spowiednika i początkowo zachowywali ten fakt w tajemnicy. Według tradycji nastąpiło to w cerkwi św. Paraskiewy w Wilnie. Z czasem mężczyźni uznali, iż nie mogą zachowywać publicznych pogańskich obyczajów takich jak strzyżenie włosów i golenie brody, a także spożywać mięsa w dni postne. Olgierd tolerował fakt przyjęcia chrześcijaństwa przez swoich dworzan, jednak oczekiwał, że będą oni stosować się do zwyczajów przyjętych na dworze. Chciał również uniknąć konfliktu z pogańskimi kapłanami i zwolennikami dawnej wiary litewskiej. Zażądał więc, by mężczyźni spożyli w piątek przed Bożym Narodzeniem mięso, ci zaś odmówili, stwierdzając, że zobowiązania wobec Boga są ważniejsze od posłuszeństwa księciu. Zostali wówczas wtrąceni do więzienia. Początkowo odmawiali odstąpienia od chrześcijaństwa, a nawet propagowali je dalej, przebywając w zamknięciu. Ostatecznie jednak Jan załamał się i zgodził powrócić do pogaństwa, po czym został zwolniony i przywrócony do służby w łaźni dworskiej. Wtedy zwolniono także jego brata, spodziewając się, że pójdzie on za przykładem Jana, by nie stracić ponownie wolności. Antoni nie odstąpił jednak od chrześcijaństwa, co więcej, głosił je publicznie. Został aresztowany ponownie. Jego los wpłynął na Jana, który publicznie przyznał, że także pozostał w ukryciu chrześcijaninem. Wówczas również został uwięziony, obydwu poddano torturom. Według innej wersji żywota Antoni zerwał kontakt z bratem, oburzony jego postawą, natomiast do publicznego wyjawienia prawdy o sobie skłoniły Jana rozmowy z kapłanem Nestorem. W więzieniu mężczyźni ponownie odmówili wyrzeczenia się chrześcijaństwa, za co zostali skazani na śmierć. Jako pierwszego stracono Antoniego – został on 14 kwietnia 1347 r. powieszony na dębie w gaju na wzgórzu, na skraju Wilna, na oczach brata, który po raz ostatni otrzymał możliwość uratowania życia w zamian za powrót do pogaństwa. Nie uczynił tak jednak i dziesięć dni później zginął w ten sam sposób w tym samym miejscu. Szczątki braci zostały przeniesione przez innych chrześcijan do cerkwi Przeniesienia Relikwii św. Mikołaja w Wilnie i tam w tajemnicy pochowane.
Trzeci z męczenników, Eustachy (pierwotnie Kumiec), był kuzynem braci. Również był dworzaninem wielkiego księcia Olgierda i został ochrzczony w tajemnicy przez Nestora, następnie ujawnił się jednak i zaczął nakłaniać kolejne osoby do przyjęcia chrztu. Został wtrącony do więzienia, gdy odmówił wielkiemu księciu spożycia mięsa w czasie postu. Został wówczas poddany torturom (przebito mu nogi, odcięto uszy i nos), a po odmowie wyrzeczenia się wiary skazany na śmierć przez powieszenie. Wyrok wykonano 13 grudnia 1347 r. Trzy dni później chrześcijanie, przy pomocy syna Olgierda, Andrzeja, ochrzczonego w Cerkwi prawosławnej, przenieśli jego ciało do grobu, gdzie spoczywali już Antoni i Jan. W jego pogrzebie brali udział starsi synowie Olgierda, wyznający chrześcijaństwo. Po męczeństwie Antoniego, Jana i Eustachego na Litwie nie zabito z powodu wiary już żadnego chrześcijanina.

## Kontrowersje nt. historyczności
W latach 20. XX wieku Kazimierz Chodynicki w pracy Geneza i rozwój legendy o trzech męczennikach wileńskich napisał, iż historia męczenników nie może być uznana za zapis autentycznych wydarzeń. Argumentował on, że o Antonim, Janie i Eustachym nie wspominają źródła z obszaru Wielkiego Księstwa Litewskiego, takie jak Kronika Bychowca lub Kronika Stryjkowskiego, ani latopisy z krajów ościennych. Wzmianki o męczeństwie zawarte w XV-wiecznych latopisach z obszaru Rusi Moskiewskiej uważał natomiast za niewiarygodne i mające na celu podsycanie nienawiści do Jagiellonów i Polski. W jego ocenie pojawienie się wiadomości o męczennikach wileńskich w źródłach XVII-wiecznych (unickich i łacińskich) jest dowodem na wykreowanie ich kultu w późniejszym czasie. Chodynicki odrzucił również możliwość kanonizacji męczenników jeszcze w XIV w. z inicjatywy metropolity kijowskiego Aleksego, argumentując, że świętymi uczynił ich dopiero sobór w Moskwie w 1547 r., a zatem cały kult byłby z gruntu obcy lokalnej tradycji prawosławia w Wielkim Księstwie Litewskim. Uznanie, iż to Aleksy miałby kanonizować męczenników wileńskich jest obecnie zgodnie odrzucane przez wszystkich autorów, niezależnie od ich oceny historyczności tych postaci. Wskazuje się, że obecna w starszej historiografii data kanonizacji – 1364 r. – wynika z błędnego odczytania południowosłowiańskiej redakcji żywota Antoniego, Jana i Eustachego.
Za późniejszą legendę, służącą rozwojowi danego wyznania, historię męczenników wileńskich – tak jak i relację o męczeństwie franciszkanów w Wilnie pod panowaniem Giedymina – uznał również Jerzy Ochmański.
Argumentację Chodynickiego podważał w latach 80. XX wieku Dmitrij Ogicki, który wskazał, że Chodynicki podaje jako argument przeciwko historyczności męczenników wileńskich brak informacji o nich w latopisach, które nie przedstawiają w ogóle wydarzeń z lat 40. XIV w.Twierdzi on również, że Kronika Bychowca opiera się na latopisach powstałych w XV w. (słucki, supraski), które podają bardzo skąpe wiadomości o wydarzeniach na Litwie przed panowaniem Witolda. Ogicki wykazał również, że w dokumentach soboru z 1547 r. w ogóle nie ma informacji o męczennikach wileńskich, pierwszy raz pojawiają się w wykazie świętych młodszym o dwa lata. Argumenty Ogickiego za bardziej przekonujące od stanowiska polskich historyków uważa współczesny litewski historyk Darius Baronas, chociaż zaznacza, że precyzyjne zweryfikowanie, na ile hagiograficzny przekaz odpowiada rzeczywistości, jest kwestią niezwykle trudną. Autentyczności przekazów o męczennikach wileńskich bronił także John Meyendorff.

## Kult

### Kanonizacja

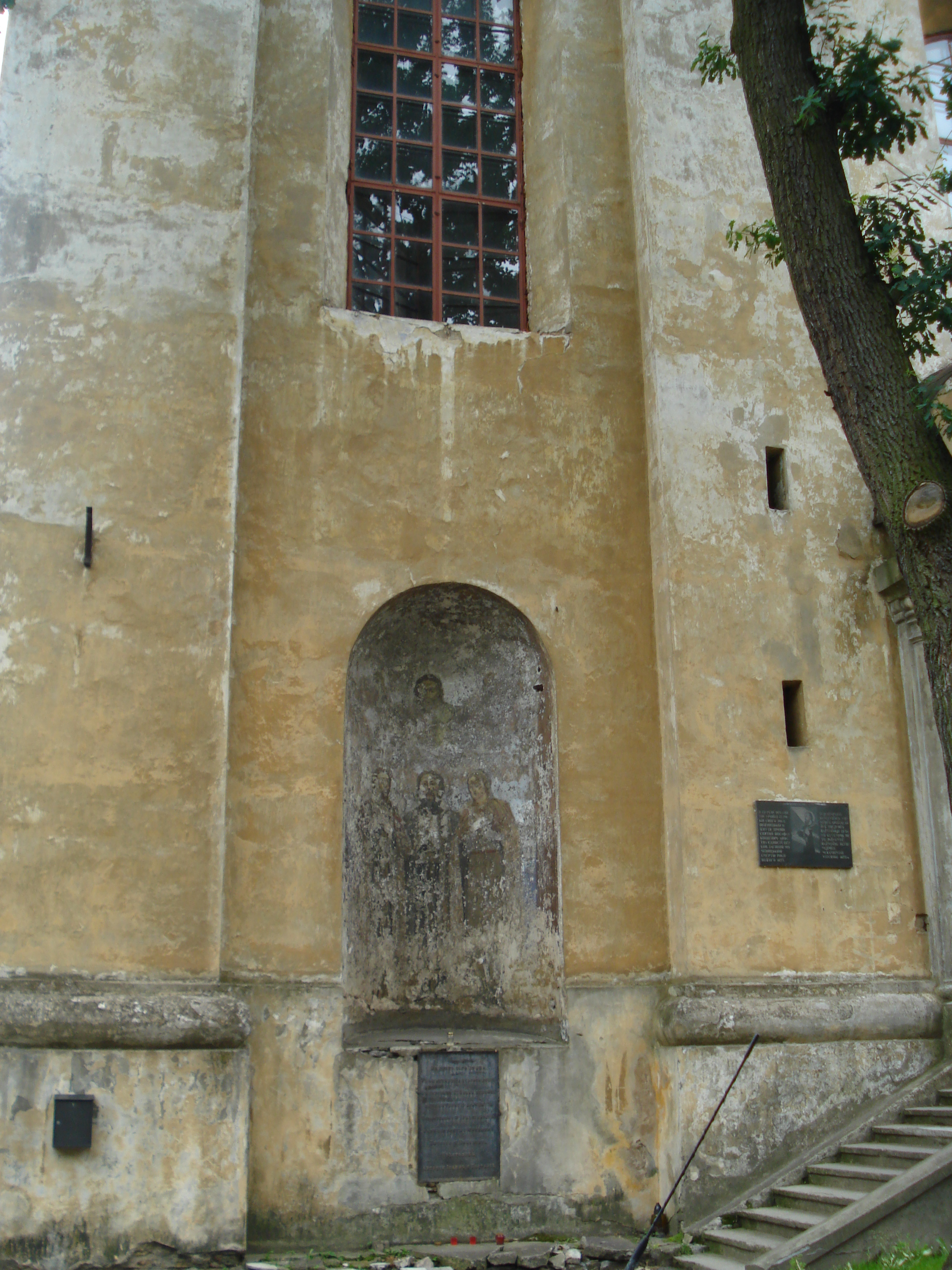
Zniszczony fresk z postaciami męczenników wileńskich na ścianie cerkwi Trójcy Świętej w Wilnie. Poniżej XIX-wieczna rosyjska tablica ich pamięci

Gdy Olgierd ożenił się po raz drugi z księżniczką twerską Julianną, dwór jego małżonki stał się ważnym ośrodkiem prawosławia. Z jej protekcji chrześcijanie zdołali uzyskać prawo własności miejsca, gdzie powieszono Jana, Antoniego i Eustachego, a następnie zbudować tam cerkiew Trójcy Świętej. Według tradycji jej ołtarz usytuowano dokładnie w miejscu ich egzekucji. Do tejże cerkwi przeniesiono ich szczątki. Według niektórych źródeł na miejscu tym w krótkim czasie powstał monaster, jednak dokładna data tego wydarzenia jest nieznana. O obecności mnichów prawosławnych w Wilnie wspominają latopisy w 1391 r., prawdopodobnie informując w ten sposób o klasztorze przy cerkwi Trójcy Świętej. Dokumenty archiwalne na temat tego monasteru pochodzą jednak dopiero z XVI w. Tezę o związku między otwarciem monasteru a męczeństwem Jana, Antoniego i Eustachego podważył Darius Baronas, który uważa, że w tekstach informujących o powstaniu cerkwi upamiętniającej męczenników nie ma jednoznacznego wskazania, że powstała ona właśnie w Wilnie. Podkreśla on, że opis męczeństwa wskazuje, że Olgierd wyznaczył miejsce pod budowę cerkwi, lecz nie to, o które ubiegali się wyznawcy. Z drugiej strony Piotr Chomik i Darius Baronas podkreślają, że nadanie cerkwi wezwania Trójcy Świętej mogło stanowić aluzję do liczby zamordowanych w tym miejscu chrześcijan.
Kult męczenników wileńskich zaczął rozwijać się samorzutnie na obszarach metropolii kijowskiej. W 1374 r. zostali oni kanonizowani przez patriarchę Konstantynopola Filoteusza, z zezwoleniem na kult lokalny. Wtedy też cząstki relikwii męczenników przewieziono do Konstantynopola i umieszczono w katedrze Mądrości Bożej (Hagia Sophia). Według Piotra Chomika między r. 1390 a 1394 napisano na ich cześć nabożeństwo i słowo pochwalne, którego autorem był Michał Balsamonos. Z kolei opis męczeństwa Jana, Antoniego i Eustachego powstał bezpośrednio przed kanonizacją. Jego anonimowy autor (podpisujący się tylko imieniem Dymitr) twierdził, że poznał opisywane wydarzenia od ludzi, którzy podróżowali na Litwę.
Wiadomo, że fragmenty relikwii Jana, Antoniego i Eustachego znalazły się następnie w krzyżu podarowanym przez Filoteusza Sergiuszowi z Radoneża najpóźniej w r. 1377. W ocenie Johna Meyendorffa doprowadzenie do kanonizacji męczenników wileńskich w Konstantynopolu nastąpiło za sprawą starań samego Olgierda, który chciał ułożyć na nowo stosunki z prawosławnymi mieszkańcami Wielkiego Księstwa Litewskiego w obliczu ciągłych wojen z Moskwą, związując zarazem prawosławne struktury kościelne w swoim kraju bezpośrednio z Patriarchatem w Konstantynopolu, nie z metropolią kijowską, której zwierzchnicy rezydowali faktycznie w Moskwie. Wyrazem tych dążeń były również próby trwałego ustanowienia odrębnej prawosławnej metropolii litewskiej. Zgadzając się na kanonizację męczenników wileńskich, patriarcha Filoteusz zamierzał wzmocnić Cerkiew prawosławną w Wielkim Księstwie Litewskim i skonsolidować ją.

### Kult w XV–XVI w.
Na pocz. XV w. kult męczenników wileńskich był dość szeroko rozpowszechniony na ziemiach ruskich. Cząstki ich relikwii znajdowały się w prywatnym relikwiarzu należącym do wielkiej księżnej niżnonowogrodzkiej Marii wykonanym w 1410 r. oraz w relikwiarzyku jej syna Iwana Daniłowicza z 1414 r. Postacie męczenników wileńskich widnieją na wielkim sakkosie metropolity kijowskiego Focjusza, urzędującego w latach 1410–1431. Według Piotra Chomika pojawienie się ich wizerunków obok postaci książąt moskiewskich i władców bizantyjskich tworzy jasny przekaz ideowy – sprzeciw wobec prób dzielenia metropolii kijowskiej na część moskiewską i litewską. O rozdzielenie metropolii starał się wielki książę litewski Witold, a metropolita Focjusz, ze zmiennym szczęściem, występował przeciwko jego działaniom. Według Baronasa rozwojowi kultu sprzyjali pochodzący z Bałkanów metropolici kijowscy Cyprian i Grzegorz Cambłak.

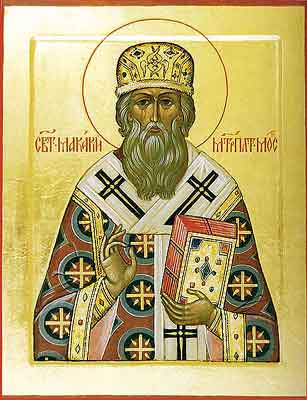
Metropolita moskiewski Makary oficjalnie rozszerzył kult męczenników wileńskich na obszar Rosyjskiego Kościoła Prawosławnego

W 1549 metropolita moskiewski Makary ogłosił męczenników wileńskich świętymi na terenie wszystkich ziem ruskich. Męczennicy wileńscy są wymienieni w pierwszym drukowanym Typikonie rosyjskim z 1610 r., a następnie w Ustawach Cerkwi rosyjskiej z lat 1633 i 1641, jednak już w kolejnych takich księgach z 1682 i 1695 r. nie ma o nich wzmianek. Według ihumena Andronika (Trubaczowa) brak ten można wyjaśnić obniżeniem rangi kultu Antoniego, Jana i Eustachego, którzy ponownie zostali przeniesieni do grupy świętych czczonych wyłącznie w miejscach, z którymi byli bezpośrednio związani. Historię męczenników uwzględnił natomiast w swoim zbiorze żywotów Dymitr z Rostowa.
W Wielkim Księstwie Litewskim kult męczenników był również znany: informacje o nich znajdują się w Prologu z k. XV w., wymieniającym wspomnienia liturgiczne przypadające na miesiące od marca do sierpnia, w Prologu z 1512 r. obejmującym okres od września do lutego oraz w Prologu z XVI w. przechowywanym w monasterze w Supraślu. Źródła te wskazują, że dniem wspomnienia liturgicznego męczenników był 14 kwietnia (wedle kalendarza juliańskiego). Natomiast rękopiśmienny kodeks z monasteru Trójcy Świętej w Słucku, aktualnie znajdujący się w bibliotece Litewskiej Akademii Nauk, wskazuje, że nabożeństwa ku czci Antoniego, Jana i Eustachego odprawiano również w III niedzielę przed Narodzeniem Pańskim.

### Kult męczenników wileńskich na Bałkanach
Kult męczenników wileńskich obecny jest także na Bałkanach. Michaił Spieranski w wydanym w 1909 r. w Moskwie studium o południowosłowiańskiej redakcji ich żywota pisze o serbskim Prologu z XV w., przechowywanym w Belgradzie, uwzględniającym ich wspomnienie liturgiczne. Księga ta uległa zniszczeniu podczas bombardowania Belgradu w 1941 r. Z Bałkanów prawdopododobnie pochodzi również wspomniany wyżej kodeks (mineja) przechowywany w Słucku, gdyż Wielkie Księstwo Litewskie nazwano w nim krajem wielkich mrozów; autor wywodzący się z Rusi z pewnością nie użyłby podobnego sformułowania. W języku tekstu widoczne są również wpływy bułgarskiej redakcji języka cerkiewnosłowiańskiego. Kolejny Prolog wspominający o męczennikach wileńskich, powstały w XVI-XVII w. przechowywany jest w zbiorze Bibliotheca Palatina Vindobonensis w Wiedniu, natomiast mineje z wyraźnymi wpływami południowosłowiańskimi wzmiankujące te postacie znajdowały się w Monasterze Uniowskim (obecnie w Lwowskiej Narodowej Naukowej Bibliotece Ukrainy im. Wasyla Stefanyka) i w cerkwi św. Onufrego w Posadzie Rybotyckiej (obecnie w zbiorach PAN).

### Kult w XVII–XVIII w.

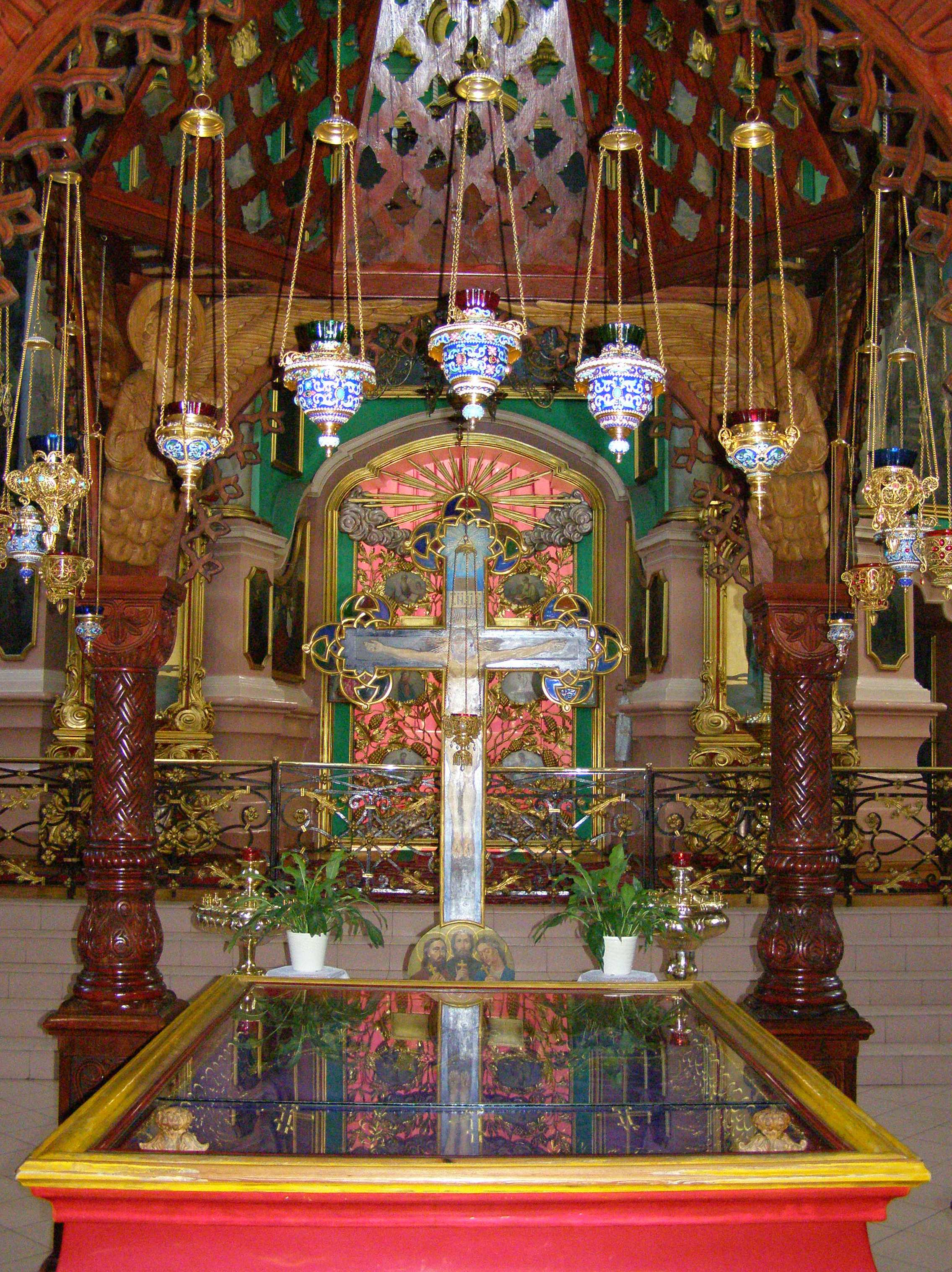
Relikwie męczenników wileńskich w głównej nawie monasterskiej cerkwi Świętego Ducha w Wilnie

W Wilnie ośrodkiem kultu męczenników była cerkiew Trójcy Świętej, jednak krótko po zawarciu unii brzeskiej miejscowa wspólnota mnisza przyjęła unię. Relikwie prawosławnych świętych zostały przez nich przeniesione do cerkwi św. Piotra. W 1655 r., gdy Wilno znajdowało się w rękach rosyjskich, przeniesiono je do prawosławnego monasteru Św. Ducha w Wilnie. Obawiając się, że po odejściu wojsk rosyjskich relikwie mogą zostać siłą odebrane prawosławnym, przełożony klasztoru archimandryta Józef nakazał ukryć je w zamkniętej pieczarze pod ołtarzem cerkwi monasterskiej. Lokalizację relikwii wskazał w liście do patriarchy Konstantynopola.
Z 1732 r. pochodzi napisana przez jezuitę Jana Józefa Obronpalskiego barokowa sztuka Święty post, wystawiona przez studentów Uniwersytetu Wileńskiego, napisana w języku łacińskim jako jeden z wielu podobnych tekstów opisujących okres walk Litwinów z Zakonem Krzyżackim. Historia męczenników wileńskich jest jednym z wątków w tym utworze.

### Kult w Imperium Rosyjskim
Miejsce przechowywania relikwii ustalono dopiero w 1814 r., po odnalezieniu przez mnicha Germana, spowiednika wielkiej księżnej Aleksandry Pawłowny, listu archimandryty Józefa w archiwum Patriarchatu. Poszukiwania nakazał namiestnik monasteru Św. Ducha, archimandryta Joel. Dwanaście lat później komisja utworzona na polecenie cara Mikołaja I potwierdziła ich autentyczność, zezwalając na publiczny kult. W 1851 r. metropolita wileński i litewski Józef polecił utworzyć w podziemiach cerkwi Św. Ducha drugą świątynię, gdzie wystawione były relikwie, zaś rok później wykonano dla nich nową rakę. Józef osobiście zaprojektował ikony do ikonostasu w tejże świątyni.
Po wybuchu I wojny światowej, 14 września 1914 r., relikwie zostały uroczyście przeniesione w procesji wokół cerkwi Św. Ducha. Świątobliwy Synod Rządzący nakazał powtarzać taką ceremonię co roku w tym dniu. Odbyła się jednak tylko raz, gdyż już w 1915 r. arcybiskup wileński i litewski Tichon, w obawie przed nadchodzącymi wojskami niemieckimi, polecił przewieźć szczątki męczenników do Monasteru Dońskiego w Moskwie.

### Okres radziecki
Po zamknięciu monasteru po rewolucji październikowej trafiły w charakterze eksponatu do jednego z moskiewskich muzeów religii i ateizmu, a poświęcone im materiały znajdujące się w monasterze zniszczono. Nastąpiło to po pokazowym „procesie sądowym”. Jednym ze świadków w sprawie był sam Tichon, w międzyczasie wybrany na patriarchę moskiewskiego i całej Rusi, który bezskutecznie sprzeciwiał się ingerowaniu władz w życie Cerkwi.
W 1946 r. władze radzieckie zgodziły się zwrócić relikwie wileńskiemu monasterowi Świętego Ducha. Przez kilka dni wystawiano je dla kultu w ówczesnej katedrze Patriarchatu Moskiewskiego – soborze Objawienia Pańskiego w Moskwie, by 26 lipca 1946 r. przewieźć je do Wilna. Dzień ten obchodzony jest jako święto nowego odnalezienia relikwii męczenników wileńskich. Władze radzieckie nie wydały metropolicie wileńskiemu i litewskiemu Korneliuszowi zgody na uroczyste powitanie relikwii na lotnisku. Mimo to na terenie monasteru i na przylegających ulicach zgromadziło się w momencie ich wniesienia kilka tysięcy wiernych.
W latach 1946–1949 relikwie znajdowały się za prawym klirosem w cerkwi Św. Ducha, następnie do 1997 r. ponownie w podziemnej cerkwi pod główną świątynią monasteru Św. Ducha, zaś w wymienionym roku metropolita wileński i litewski Chryzostom polecił umieścić je w samej cerkwi Św. Ducha. Rok później umieszczono je w nowej race. Wykonana ona została z drewna dębowego i nawiązuje stylem do starszych kiotów znajdujących się w świątyni. W górnej części raki widoczna jest ikona męczenników wileńskich, zaś po stronie zwróconej ku królewskim wrotom – portret metropolity Józefa (Siemaszki) opatrzony inskrypcją z modlitwą o spokój jego duszy.

### Kult po 1991 r.
Męczennicy wileńscy są patronami działającego w Mińsku bractwa zajmującego się krzewieniem prawosławia w środowisku inteligencji. Prawosławni mieszkańcy Litwy uważają ich za swoich świętych patronów. Kult męczenników jest obecny także w Polskim Autokefalicznym Kościele Prawosławnym.